# Cryptoanalyse

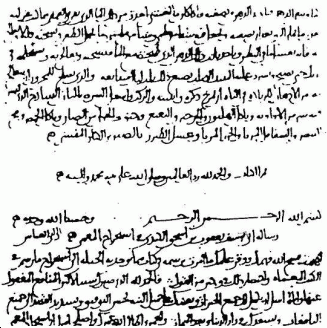
Al-Kindi schreef het oudst bekende werk over cryptoanalyse.

Cryptoanalyse is binnen de cryptografie de techniek om te proberen versleutelde  berichten te ontcijferen en zodoende de klare tekst van het onderschepte bericht beschikbaar te krijgen, zonder dat de daarbij gebruikte sleutel bekend is. Hoewel cryptoanalyse al bekend is sinds de 9e eeuw, is de moderne, wiskundige werkwijze pas in de 20e eeuw ontwikkeld. Het grote voorbeeld in de geschiedenis was het breken door de geallieerden van de cijfertekst, die door de Enigma codeermachine in de Tweede Wereldoorlog werd gegenereerd. De Enigma werd door de Duitsers gebruikt.
Cryptoanalyse is voor een groot deel werk voor wiskundigen, omdat veel bestaande algoritmes op wiskundige modellen zijn gebaseerd en door analyse met beperkte informatie de cijfertekst van een onderschept bericht kunnen breken. De frequentieanalyse is een voorbeeld van een dergelijk algoritme. Met verschillende encryptiemethodes, of synoniem daarmee met cijfers, wordt geprobeerd het de cryptoanalisten zo moeilijk mogelijk te maken.